# Clay (Industrieplastilin)

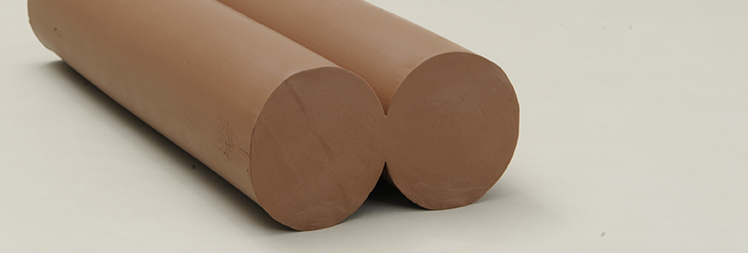
Industrieplastilin im Ausgangszustand

Clay (englische Kurzform für Styling Clay oder Industrial Design Clay, „Industrieplastilin“) ist eine verformbare Modelliermasse, die vorwiegend im industriellen Modellbau verwendet wird.

## Eigenschaften und Zusammensetzung

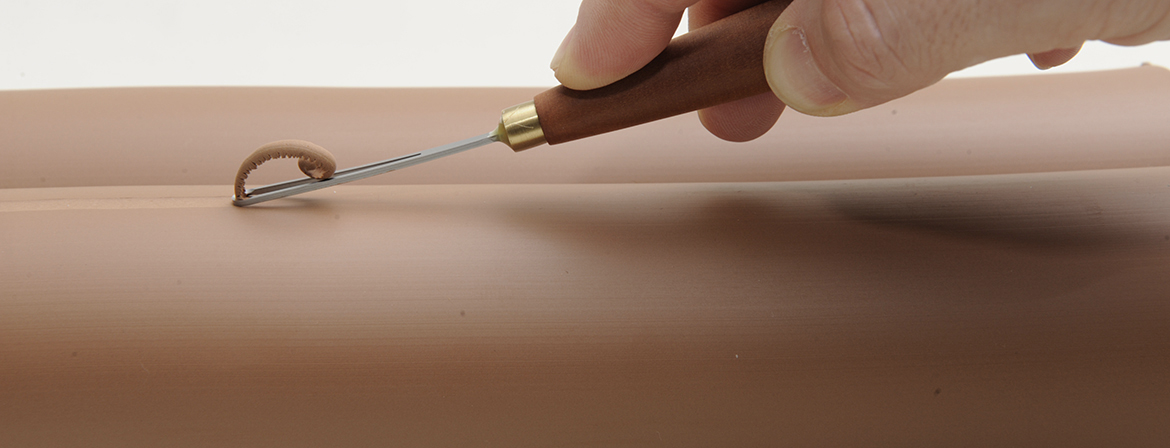
Manuelle Bearbeitung von Industrieplastilin im festen Zustand mit einem spanabhebenden Werkzeug

Styling Clay (Industrieplastilin) unterscheidet sich von Plastilin bzw. Knetmasse durch seine Verarbeitungseigenschaften. Clay (Industrieplastilin) ist in seinem Ausgangszustand fest und muss zur plastischen Verarbeitung auf etwa 50 bis maximal 60 °C erwärmt werden. Bei zunehmender Erwärmung wird Clay besser formbar. Nach dem Abkühlen auf Raumtemperatur kehrt er in einen form- und kantenstabilen Zustand zurück. Dünner Neuauftrag von zusätzlichem Clay ist aufgrund der Hafteigenschaften möglich, insbesondere bei Erwärmen und Aufrauen des Untergrundes. Fast alle Claysorten besitzen eine hellbraune Farbe, die eine Beurteilung einer Form durch den Designer und Technische Modellbauer leichter macht. Im festen Zustand lässt sich die geschlossene Oberfläche spanabhebend manuell und maschinell bearbeiten (fräsen). Clay ist mit wasserlöslichen Lacken beschichtbar und besitzt gute Hafteigenschaften für Tapes und Folien. Dagegen befinden sich Plastilin und Knetmasse in einem dauerplastischen Zustand, sind bei Raumtemperatur verformbar und werden in vielen Farben hergestellt. Bei Austrocknung verlieren Knetmassen auf Wasserbasis ihre Plastizität und werden spröde.
Bei Clay handelt es sich um eine Modelliermasse auf Wachsbasis. Weitere Bestandteile sind Öle, Füllstoffe (häufig Schwefel) und Pigmente. Leichte Clays sind schwefelfrei. Das spezifische Gewicht liegt bei schwefelhaltigen Clays bei rund 1,4 g pro Kubikzentimeter und bei leichten Clays unter 1 g pro Kubikzentimeter. Clay ist bei gleichmäßigen Temperaturen zwischen +10 und +30 °C nahezu unbegrenzt haltbar. Bei einer Verarbeitungstemperatur über 60 °C werden die Wachsanteile flüssig. Clay ist unlöslich in Wasser, teilweise löslich in organischen Lösungsmitteln und toxikologisch unbedenklich.

## Verwendung

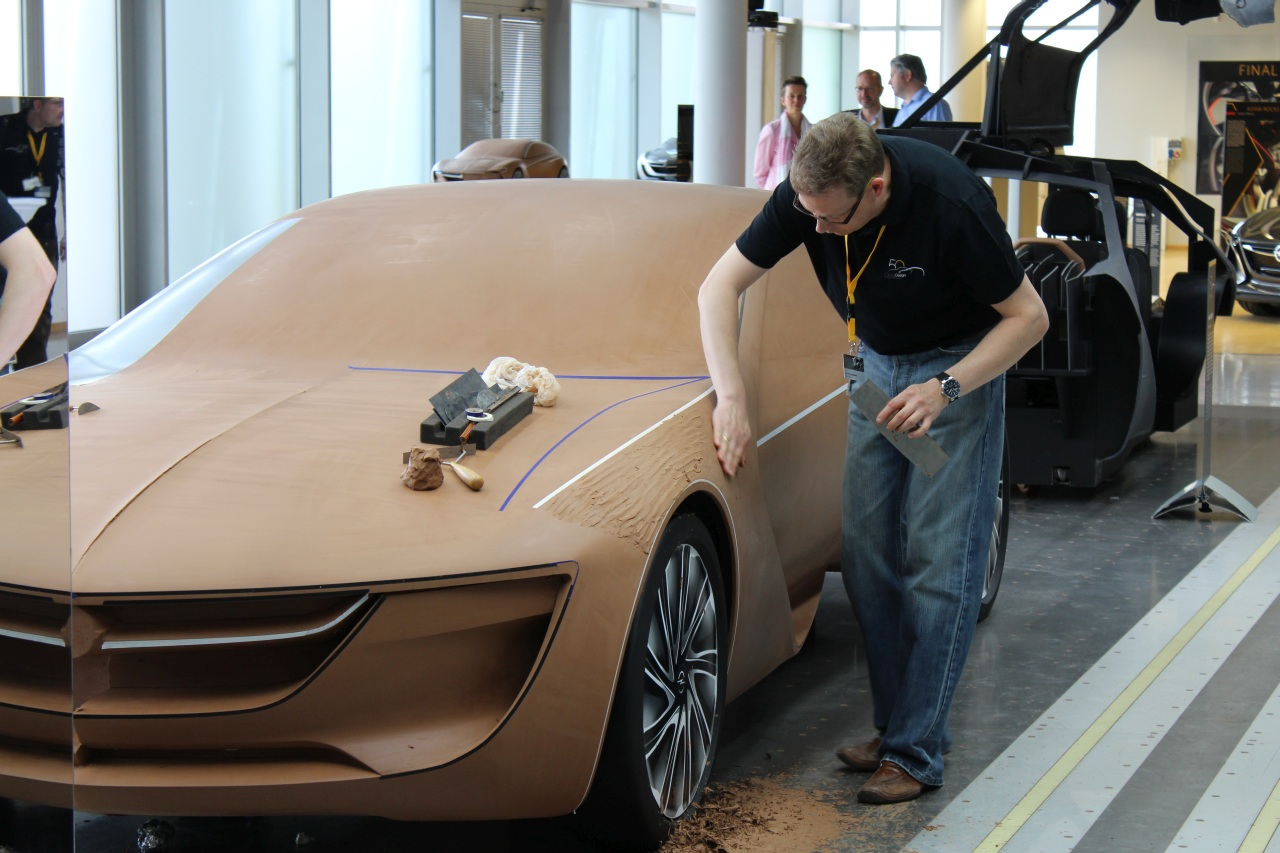
Händische Formgebung eines Clay-Modells im Maßstab 1:1 bei Opel Rüsselsheim

Haupteinsatzgebiet von Clay ist das Automobildesign. Aber auch Character-Designer, Industriedesigner, Künstler und Architekten nutzen die Modelliermasse für ihre Werke, Entwürfe und Arbeiten.
Clay dient im Automobildesign zur Fertigung dreidimensionaler plastischer Modelle von Fahrzeugen. Neben Skizzen und Computermodellen ist die Herstellung des sogenannten Urmodells aus Clay ein wesentlicher Teil der Formfindung eines neuen Automodells. Das Urmodell ermöglicht eine genaue Beurteilung von Proportionen und Formen. Auch kann am Modell das Design unmittelbar weiterentwickelt werden.
Clay-Modelle werden in der Regel im Maßstab 1:1 oder 1:4 hergestellt. Ein Clay-Modell besteht aus mehreren Schichten: Auf einem Unterbau aus Holz oder Stahl sind Polyurethanplatten befestigt. Darauf wird Clay in einer bis zu 20 cm dicken Lage aufgetragen. Die händische Formgebung erfolgt mit Clay-Werkzeugen wie Kratzern, Fugeneisen oder Clay-Hobel. Abgekühlter Clay ist maschinell per CNC-Fräsmaschine bearbeitbar. Exakte Formen können so herausgearbeitet werden. Ein Clay-Modell in Originalgröße wiegt mit Industrial Clay bis zu 3 Tonnen. Bei Verwendung gewichtsreduzierter Light-Clays liegt das Gewicht um 40 % darunter.
Der Beruf des Technischen Modellbauers, Fachrichtung Karosserie und Produktion, ist auf den Bau von Clay-Modellen spezialisiert.

## Hersteller
Weltweit produzieren nur einige wenige Hersteller Clay (Industrieplastilin). Der weltweit größte Produzent ist Staedtler Industrial Products in Deutschland, der Clay unter der Marke Marsclay vertreibt. Die US-Firma Chavant stellt neben Plastilin für die Animation und Kunst auch Clay für industrielle Einsatzbereiche her. Das japanische Unternehmen TOOLS INT'L Corp. produziert neben Clay auch Werkzeuge, Maschinen und Folien für die Fertigung plastischer Modelle von Automobilen, Motorrädern und Elektrogeräten.
Der zweite weltweit agierende deutsche Hersteller war bis 2009 die Franz Kolb Nachf. GmbH, die Firma des Plastilin-Erfinders Franz Kolb. Das Unternehmen ist 2009 in der Firma Staedtler Industrial Products aufgegangen.

## Entwicklung

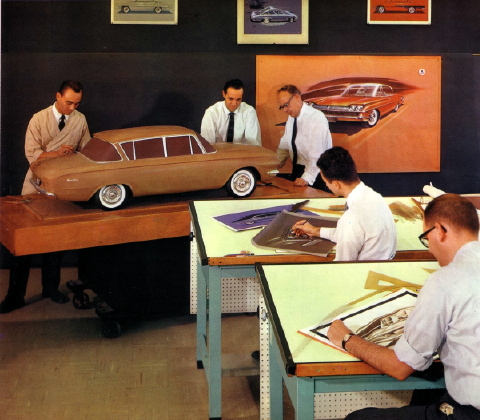
Automobildesigner des US-Hersteller American Motors (AMC), darunter Richard A. Teague, arbeiten 1961 an einem Design-Modell

Die ersten Modelle von Automobilkarosserien entstanden Anfang des 19. Jahrhunderts aus natürlichem Ton oder Gips. Harley Earl, Sohn eines kalifornischen Karosseriebauers, soll solche Modelle angefertigt haben, um Änderungswünsche von Kunden an Autokarosserien leichter zu realisieren. Die Design-Studios der Automobilhersteller in den USA waren jedoch mit den Verarbeitungseigenschaften von natürlichem Ton nicht zufrieden. Der amerikanische Plastilin-Hersteller Chavant entwickelte für die US-Autohersteller die „Styling-Clay“ genannte Modelliermasse, die nicht wie natürlicher Ton oder Gips austrocknete und damit spröde wurde oder beim Härten schrumpfte. Italienisches Autodesign soll dagegen bis Ende des 20. Jahrhunderts an Gips festgehalten haben, was Designer als einen Grund für das kantige Design vieler italienischer Automobile betrachteten.
In Deutschland entwickelte die Firma Eberhard Faber, ein Tochterunternehmen des Schreibwarenherstellers Staedtler Mars, ab 1980 einen speziellen Clay für dreidimensionale Designmodelle deutscher Automobilhersteller. Eberhard Faber hatte große Erfahrung mit der Modelliermasse FIMO. Der 1983 auf den Markt gebrachte synthetische Werkstoff Faberclay, seit 2009 Marsclay, war gut modellierbar, reißfest, formstabil bei Raumtemperatur und von gleichbleibender Konsistenz. Damit konnten dreidimensionale Designmodelle im Maßstab 1:1 manuell und mit der CNC-Fräse gefertigt werden. Auch Franz Kolb Nachf. stieg 1994 in die Herstellung von Industrial Design Clay unter der Bezeichnung Superclay ein.
Zur Jahrtausendwende forderte die Automobilindustrie, das spezifische Gewicht des Clays zu reduzieren. Mit der Zunahme der Größe der Automobilkarosserien erreichten die 1:1-Designmodelle ein zu großes Gewicht für Handhabung und Bearbeitbarkeit. Die deutschen Hersteller Staedtler Industrial Products und Franz Kolb Nachf. entwickelten leichte Clays, die 40–45 % unter dem Gewicht bisheriger Clays lagen. Im Automobildesign werden beide Claysorten nach Aufgabenstellung parallel verwendet.